# Adam Ståhl
Adam Ståhl, né le 8 octobre 1994 à Borås en Suède, est un footballeur international finlandais qui évolue au poste d'arrière droit au Djurgårdens IF.

## Biographie

### Débuts professionnels
Né à Borås en Suède, Adam Ståhl est formé par l'IF Elfsborg avant de rejoindre le Norrby IF où il fait ses débuts en troisième division suédoise.
Le 14 juin 2016, Ståhl réalise le premier doublé de sa carrière, lors d'une rencontre de championnat face au FC Trollhättan. Titulaire, il donne la victoire à son équipe avec ses deux buts (2-1 score final).
Après un court passage en Turquie du côté du Kardemir Karabükspor, Adam Ståhl fait son retour en Suède en s'engageant le 11 août 2018 avec le Dalkurd FF.
Il découvre alors l'Allsvenskan, la première division suédoise, jouant son premier match le 17 août 2018, face à l'IK Sirius. Il est titularisé et son équipe s'impose par trois buts à deux ce jour-là.

### IK Sirius
Le 21 janvier 2019, Adam Ståhl s'engage en faveur de l'IK Sirius. Le joueur de 24 ans signe un contrat de trois ans, soit jusqu'en décembre 2021.
Ståhl inscrit son premier but pour l'IK Sirius le 27 mai 2019, lors d'une rencontre de championnat face à l'Örebro SK. Titulaire, il ouvre le score et participe à la victoire de son équipe (0-2 score final).
Il se fait remarquer le 6 novembre 2021 en réalisant son premier doublé pour l'IK Sirius, à l'occasion d'un match de championnat contre le Mjällby AIF. Alors que son équipe est menée de deux buts à la mi-temps, ses deux réalisations, plus celle d'Edi Sylisufaj, permettent à l'IK Sirius de l'emporter (2-3 score final),.

### Mjällby AIF
Le 28 janvier 2022, Adam Ståhl rejoint le Mjällby AIF. Il signe un contrat courant jusqu'en décembre 2024.
Le 24 octobre 2022, Ståhl inscrit son premier but pour le Mjällby AIF, lors d'une rencontre de championnat face au Varbergs BoIS. Titulaire, il participe à la victoire de son équipe par quatre buts à un.

### Djurgårdens IF
Le 24 juillet 2024, Adam Ståhl rejoint le Djurgårdens IF. Il signe un contrat de trois ans et demi, soit jusqu'en décembre 2027.